# Zwartborstgors
De zwartborstgors (Peucaea humeralis) is een vogelsoort uit de familie Passerellidae (Amerikaanse gorzen).

## Kenmerken
De vogel is makkelijk te herkennen aan de zwarte borst en witte keel.

## Verspreiding en leefgebied
Deze soort is endemisch in westelijk Mexico.